# 개마총
개마총(鎧馬塚)은 평안남도 대동군 대성산(大成山) 기슭에 있는 고구려 시대의 고분(古墳)이다. 벽화는 사신도(四神圖) 외에 무사도(武士圖)가 있는데, 이 무사도에는 보관(寶冠)을 쓴 무사가 서 있고, 그 옆에는 안장을 씌우고 재갈을 물린 말을 붙잡고 서 있는 하인이 있다. “原王看鎧馬之像”(원왕간개마지상)의 일곱 글자가 보인다.

## 같이 보기
- 쌍영총